# Johan 3. af Nassau-Weilburg
Johan 3. af Nassau-Weilburg (født 27. juni 1441, død 15. juli 1480) var en greve, der var medregent af 
Nassau-Weilburg 1470 – 1480. 
Han var søn af regerende greve Philip 2. af Nassau-Weilburg og Margarethe af Loon-Heinsberg.
Johan 3. var gift med Elisabeth den smukke af Hessen (1453–1489) (datter af landgreve Ludvig 1. af Hessen (1402–1458)). 
Johan og Elisabeth fik to børn:
- Ludvig 1., medregent af Nassau-Weilburg fra 1490 og regerende greve i 1492–1523.
- Elisabeth.